# Lamberto Gardelli
Lamberto Gardelli (Velence, 1915. november 8. – München, 1998. július 17.) olasz karmester, akit 1992-ben Budapest díszpolgárává avattak.

## Életútja
Zenei tanulmányai a pesarói Liceo Musicale Rossiniben kezdte el Amilcare Zanella és Adriano Ariani tanítványaként. Később Rómába ment, ahol az Accademia Nazionale di Santa Cecilia zenekonzervatórium diákja lett. Tullio Serafin segédjeként dolgozott a római operaházban. 1944-ben mutatkozott be, Verdi Traviatáját vezényelte. 1946–1955 között a stockholmi Királyi Operaház, 1955–61-ben a dán rádió első karmestere volt. Közben vendégeskedett Berlinben, New York-ban és Londonban is. 1961 és 1966 között a Magyar Állami Operaházban vezényelt, de közben eleget tett nemzetközi felkéréseinek.
Számos nagy sikerű felújítás fűződik nevéhez: Manon Lescaut, Ory grófja, Carmen, Macbeth, A lombardok, Figaro házassága. Az 1970-es években sorozatban mutatta be Bellini operáit és Verdi korai műveit (Stiffelio, Alzira, A haramiák, Ernani, A pünkösdi királyság), amelyekből hanglemezfelvételek is készültek. Ő vezényelte Verdi Attila című operájának ősbemutatóját. Nevéhez fűződik Rossini Tell Vilmos című operájának első teljes felvétele, Montserrat Caballéval, Nicolai Geddával és Gabriel Bacquier-rel a főszerepben. Számos neves szopránnak, mint Sass Sylviának vagy Lucia Alibertinek volt a mentora.
1967-ben néhány évig átvette a berni színház vezetését. 1982–85 között a Müncheni Rádió Zenekarát vezényelte.